# Fable de Polyphème et Galatée

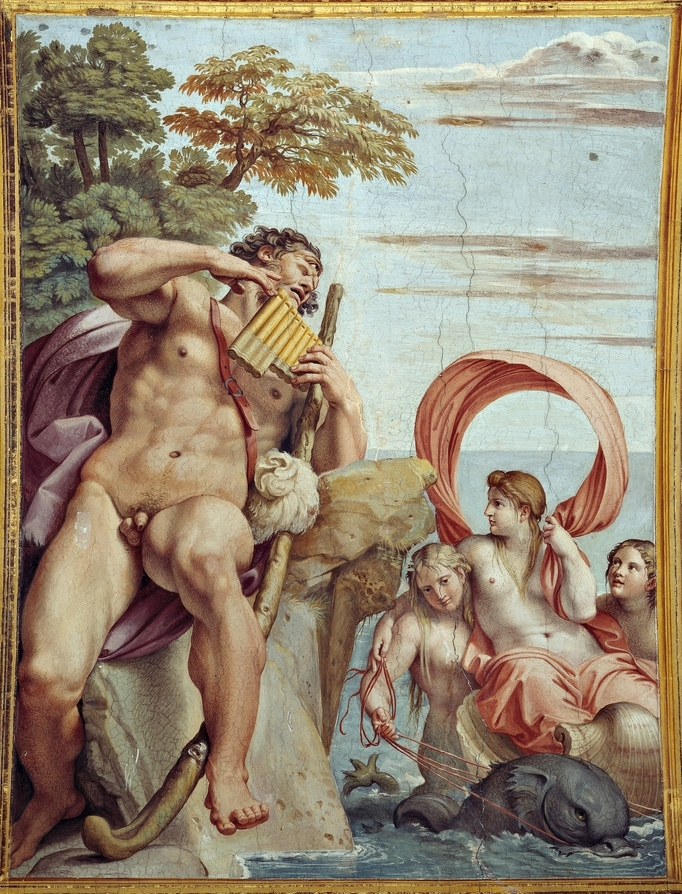
Polyphème et Galatée, fresque d’Annibale Carracci (Palais Farnèse, Rome).

La Fable de Polyphème et Galatée (titre original en espagnol : Fábula de Polifemo y Galatea) est un poème mythologique de l'écrivain baroque espagnol Luis de Góngora, publié en 1612.
Il reprend le récit antique de l'amour du cyclope Polyphème pour la Néréide Galatée.

## Genre littéraire
La fable de Góngora est un épyllion, genre littéraire de Grèce antique consistant en un court poème épique. Il s'agit d'un texte mythico-narratif à mi-chemin entre la grande épopée à la façon de Homère et l'eidyllion (un petit tableau), à tel point qu'il s'avère plus descriptif que narratif, les éléments narratifs étant habituellement utilisés comme des auxiliaires pour mettre en avant la description. Ainsi la Fable de Polyphème et Galatée se distingue par l'importance accordée au visuel et au plastique par rapport au récit. La modernité du poème dérive également de la volonté de l'auteur de ne pas se soumettre à une intentionnalité morale ou didactique, au contraire de la plupart de ces prédécesseurs dans ce genre.
Selon Jesús Ponce Cárdenas, « La Fable de Polyphème et Galatée met en place une tension éblouissante entre tradition et originalité, de la même manière que le complexe d'hybridation raffiné d'un genre mixte comme l'épyllion, qui oscille autour d'un difficile équilibre entre narration et lyrisme. »,.

## Antécédents et références classiques
Hormis l'Odyssée, la présence du personnage de Polyphème est attestée dans d'autres genres littéraires de moindre extension que celui de l'œuvre homérique. Entre autres exemples on peut citer un dithyrambe de Philoxène de Cythère, une épigramme de Callimaque de Cyrène, un dialogue comique de Lucien de Samosate et un drame satirique d'Euripide. On relève tout particulièrement dans le poème de Góngora l'influence de deux compositions de l'écrivain sicilien Théocrite, ainsi que du traitement du sujet par Ovide dans ses Métamorphoses, qui introduit le personnage d'Acis.
Plus proches de Góngora, les écrivains humanistes italiens Giovanni Pontano (qui introduit des touches sensuelles dans l'histoire), Giovan Battista Marino (qui mène une recherche autour de la question de l'indépendance des formes strophiques et de leur rapport au poème envisagé comme un tout) et Tommaso Stigliani (inspirateur d'une amplification reprise par Góngora) marquent également la composition de Góngora.
La plus grande extension du texte de Góngora par rapport au traitement précédent du même sujet par d'autres auteurs est due à l'introduction d'une nouvelle thématique de récit : le processus par lequel Acis et Galatée s'éprennent l'un de l'autre, et son apogée sensuelle.